# Corporate Europe Observatory
Il Corporate Europe Observatory (Osservatorio Corporativo Europeo, acronimo CEO) è un'organizzazione non-profit che si occupa di raccogliere e documentare le azioni e gli eventuali effetti del lobbismo aziendale (cioè da parte di società nazionali o multinazionali) sui processi decisionali all'interno dei principali organi dell'Unione europea, la Commissione e il Parlamento europeo. Ha sede ad Amsterdam e Bruxelles.

## Attività
Il Corporate Europe Observatory svolge attività di ricerca e pubblica relazioni sulle attività di lobbismo aziendale presso l'Unione europea e anche a livello delle Nazioni Unite.
L'associazione è tra i fondatori dell'Alliance for Lobbying Transparency and Ethics Regulation (ALTER-EU), una coalizione di oltre 160 gruppi della società civile, di sindacati, del mondo accademico, delle imprese e degli affari pubblici che lamentano l'influenza dei lobbisti nell'agenda politica in Europa.
Nel 2010 l'ALTER-EU ha pubblicato Lo scoppio della bolla di Bruxelles, una raccolta di interventi che fornisce una panoramica del processo decisionale dell'Unione europea e esplora alcune tecniche di lobbismo.
Il CEO organizza inoltre i Worst EU Lobbying Awards, cioè i Premi per le peggiori azioni lobbistiche, dati al gruppo di lobby che adotta «le tattiche di lobbismo più ingannevoli, fuorvianti o altrimenti problematiche nei loro tentativi di influenzare il processo decisionale dell'UE in un dato anno».

## Documentari
- La storia della nascita dell'associazione è raccontata nel documentario del 2012 The Brussels Business, di Matthieu Lietaert e Friedrich Moser.